# Château du Petit Montjeu
Le château du Petit Montjeu (Le Petit Montjeu), est un château du XVIIe situé sur la commune d'Autun. Il est partiellement inscrit au titre des monuments historiques.

## Description
Plutôt grand manoir de plaisance que château, il se trouve enclos dans un mur agrémenté d'un parc, tout au sud de la ville, actuelle rue du Faubourg-Saint-Blaise. La propriété est bordée par ladite rue à l'ouest, le chemin de la Mine et le chemin de Montjeu au sud. L'entrée se fait au nord, à la convergence de la rue du Faubourg-Saint-Blaise et du chemin de la Mine. Quasi orienté est-ouest, il est aux pieds des montagnes qui surplombent la ville. À l'origine c'était un corps de logis rectangulaire. La façade sud possède un escalier dual à balustres, donnant sur un perron cantonné entre deux colonnes surmontées d'un dôme, sous lequel on peut lire -quisque suos patimur manes-. On construisit plus tard sur le côté est une aile en plus. En 1866, il est dénaturé par l'adjonction d'un pavillon avec échauguette et tour d'inspiration gothique sur le côté ouest, cet ajout ayant une élévation plus grande que le corps de logis. C'est actuellement un bien pour location de prestige.

## Histoire
Dès avant le XIVe, il y avait dans cette partie sud de la ville une entité distincte d'Autun qui se trouvait hors les remparts, et s'appelait Montjeu-en-Autun. Cette seigneurie couvrait les actuels faubourg Saint-Blaise et faubourg Saint-Pancrace. Elle appartenait aux seigneurs de Riveau. Montjeu-en-Autun et Montjeu-en-Montagne, issus de la vieille châtellenie de la Thoison.
Vers 1310, Perrin d'Ostun féal du Duc de Bourgogne devient seigneur de Montjeu-en-Autun. En 1556, le dernier des Montjeu, Hugues III de Montjeu meurt.
Le 4 avril 1596, le président Jeannin devient seigneur de Montjeu-en-Autun pour 1000 écus après avoir acquis Montjeu-en-Montagne en 1586. Il abandonna la vieille demeure féodale préexistante de Riveau (ce n'est pas le château de Riveau) à l'angle de l'actuelle rue Rivault et ruelle Saint-Georges, pour bâtir Le Petit Montjeu achevé en 1620. En 1655, Nicolas Jeannin de Castille obtint le Marquisat pour ce fief, dix ans avant le Grand Montjeu.
Le 26 février 1716, Louise-Françoise de Bussy-Rabutin y décède. Le 19 janvier 1719, Alphonse-Henri de Lorraine, Prince d'Harcourt y meurt. À la Révolution, l'actuelle rue Rivault porta fugacement le nom du propriétaire des deux Montjeu -Louis-Michel Lepeletier de Saint-Fargeau.
En 1883, la belle-sœur du Président Mac-Mahon, la comtesse de Mac-Mahon y décède. À la fin du XIXe, les héritiers Mac-Mahon en étaient encore propriétaires.
À la fin du XXe, l'entretien du bâtiment, dont a été propriétaire le comte J. de Hauteville, est négligé. Les façades et toitures du château et des communs, ainsi que le porche avec son escalier font l’objet d’une inscription au titre des monuments historiques depuis le 22 septembre 1994.
Rénové en totalité au milieu des années 2000, c'est maintenant un immeuble locatif de standing avec certains appartements en duplex. Il ne se visite pas.